# Lista de deputados estaduais de Sergipe da 5.ª legislatura
Essa é uma lista de deputados estaduais eleitos para o período 1963-1967. Foram 32 eleitos.

## Composição das bancadas
| Partido | Líder                  | Bancada | Posição      |
| ------- | ---------------------- | ------- | ------------ |
| UDN     | Gilton Garcia          | 13 / 32 | Oposição     |
| PR      | Viana de Assis         | 7 / 32  | Independente |
| PSD     | Djenal Queiroz         | 5 / 32  | Governo      |
| PRT     | José Raymundo Ribeiro  | 4 / 32  | Independente |
| PTB     | Durval Militão         | 2 / 32  | Governo      |
| PSP     | José Onias de Carvalho | 1 / 32  | Independente |

## Deputados estaduais
| Número | Deputados estaduais eleitos         | Partido | Votação | Percentual | Cidade onde nasceu       | Unidade federativa |
| 28459  | Cleto Sampaio Maia                  | PRT     | 2.979   | 2,35%      | Cristinápolis            | Sergipe            |
| 22711  | José dos Santos Mendonça            | UDN     | 2.951   | 2,33%      | Barra dos Coqueiros      | Sergipe            |
| 14534  | Durval Militão de Araújo            | PTB     | 2.851   | 2,25%      | Aracaju                  | Sergipe            |
| 20839  | Pedro Almeida Valadares             | PR      | 2.835   | 2,24%      | Simão Dias               | Sergipe            |
| 22590  | Wolney Leal de Melo                 | UDN     | 2.737   | 2,16%      | Aracaju                  | Sergipe            |
| 22188  | Sebastião de Aguiar Figueiredo      | UDN     | 2.724   | 2,15%      | Rosário do Catete        | Sergipe            |
| 22219  | Fernando Ribeiro Franco             | UDN     | 2.699   | 2,13%      | Aracaju                  | Sergipe            |
| 22994  | Antônio de Oliveira Mendonça        | UDN     | 2.603   | 2,06%      | Ribeirópolis             | Sergipe            |
| 22800  | Oséas Cavalcanti Batista            | UDN     | 2.600   | 2,05%      | Cristinápolis            | Sergipe            |
| 22730  | Gilton Garcia                       | UDN     | 2.537   | 2,00%      | Aracaju                  | Sergipe            |
| 20945  | Roosevelt Dantas Cardoso de Menezes | PR      | 2.438   | 1,92%      | Aracaju                  | Sergipe            |
| 20492  | Fernando Prado Leite                | PR      | 2.271   | 1,79%      | Aracaju                  | Sergipe            |
| 41162  | Djenal Tavares Queiroz              | PSD     | 2.149   | 1,70%      | Frei Paulo               | Sergipe            |
| 22828  | João Valeriano dos Santos           | UDN     | 2.121   | 1,67%      | Porto da Folha           | Sergipe            |
| 41168  | Balthazar Francisco dos Santos      | PSD     | 2.120   | 1,67%      | Ribeirópolis             | Sergipe            |
| 41819  | Horácio de Góis                     | PSD     | 2.060   | 1,63%      | Riachão do Dantas        | Sergipe            |
| 41186  | João Teles da Costa                 | PSD     | 2.058   | 1,62%      | Frei Paulo               | Sergipe            |
| 22770  | José Jacomildes Barreto             | UDN     | 2.053   | 1,62%      | Boquim                   | Sergipe            |
| 20417  | José Nivaldo dos Santos             | PR      | 2.036   | 1,61%      | Boquim                   | Sergipe            |
| 22814  | Antônio Francisco de Jesus          | UDN     | 1.962   | 1,55%      | Itabaiana                | Sergipe            |
| 20155  | Pedro Barreto Siqueira              | PR      | 1.959   | 1,55%      | Estância                 | Sergipe            |
| 20592  | Viana de Assis                      | PR      | 1.951   | 1,54%      | Aracaju                  | Sergipe            |
| 22698  | Francisco Passos                    | UDN     | 1.926   | 1,52%      | Ribeirópolis             | Sergipe            |
| 46813  | José Onias de Carvalho              | PSP     | 1.904   | 1,50%      | São José do Belmonte     | Pernambuco         |
| 22670  | José Almeida Fontes                 | UDN     | 1.798   | 1,42%      | Neópolis                 | Sergipe            |
| 28921  | José Raymundo Ribeiro               | PRT     | 1.750   | 1,38%      | Lagarto                  | Sergipe            |
| 22112  | Francisco Sales Sobral              | UDN     | 1.746   | 1,38%      | Itaporanga d'Ajuda       | Sergipe            |
| 41903  | Manoel Francisco Teles              | PSD     | 1.742   | 1,37%      | Itabaiana                | Sergipe            |
| 14161  | Cândido Dortas Mendonça             | PTB     | 1.637   | 1,29%      | Simão Dias               | Sergipe            |
| 20724  | Aloísio Tavares Santos              | PR      | 1.449   | 1,14%      | Nossa Senhora do Socorro | Sergipe            |
| 28438  | Raimundo Araújo                     | PRT     | 1.403   | 1,11%      | Maruim                   | Sergipe            |
| 28900  | Elísio Carmelo                      | PRT     | 1.244   | 0,98%      | São Cristóvão            | Sergipe            |